# ماروتور راماچاندران
ماروتور گوپالا راماچاندران (۱۷ ژانویه ۱۹۱۷–۲۴ دسامبر ۱۹۸۷)، معروف به MGR، بازیگر، فیلمساز و سیاستمدار هندی بود که بین سالهای ۱۹۷۷ و ۱۹۸۷ به مدت ده سال به عنوان رئیس وزیر تامیل نادو خدمت کرد. او نماد فرهنگی در این ایالت است و به عنوان یکی از بازیگران اثرگذار سینمای تامیل شناخته می‌شود. وی به دلیل محبوبیت گسترده توده‌ها ی مردم و فعالیت‌های بشردوستانه و خیرخواهانه‌اش به عنوان "Makkal Thilagam" (پادشاه مردم) شناخته شد.
در جوانی، راماچاندران و برادر بزرگترش ام جی چاکراپانی برای حمایت از خانواده خود عضو یک گروه نمایشی شدند. تحت تأثیر آرمانهای گاندی، MGR به کنگره ملی هند پیوست. وی پس از چند سال بازیگری در نمایشنامه‌ها، اولین فیلم خود را در سال ۱۹۳۶ با فیلم Sathi Leelavathi ایفا کرد. وی عضو حزب سی. ان. آناندورای (حزب DMK) بود و به با استفاده از محبوبیت عظیم خود به عنوان ستاره فیلم پایگاه سیاسی بزرگی برای خود ساخت. در سال ۱۹۷۲، سه سال پس از مرگ آنادورای، او DMK را ترک کرد و حزب خود را - آنا دراویدا مونترا کاژاگام سراسری هند (AIADMK) تشکیل داد. پنج سال بعد، یک اتحاد به رهبری AIADMK را به پیروزی در انتخابات ۱۹۷۷ هدایت کرد و DMK را در این روند همراهی کرد. وی وزیر ارشد تامیل نادو شد، اولین بازیگر که در هند وزیر ارشد شد.

زندگینامه راماچاندران با عنوان Naan Yaen Piranthaen (چرا من متولد شدم) در سال ۲۰۰۳ در دو جلد منتشر شد..
از فیلم‌هایی که وی در آن نقش داشته است می‌توان به یک مرد در هزار نفر اشاره کرد.

## اوایل زندگی و پیش زمینه
راماچاندران در کندی، سیلان، متولد شد. پدرش هنگامی که فقط دو و نیم سال داشت درگذشت. پس از مرگ پدر، خواهرش نیز به دلیل بیماری درگذشت. مادرش برای تربیت او و برادرش مجبور بود به تنهایی تلاش کند. او تصمیم به بازگشت به هند گرفت و به کرالا بازگشت و در آنجا نتوانست حمایت خویشاوندانش را بدست آورد.
راماچاندران در مدرسه فعالیت بازیگری خود را شروع کرد و به گروه نمایشی درام شرکت پسران پیوست و با شرکت در برنامه‌های آموزشی سختگیرانه ای که توسط این گروه در زمینه‌های آواز، رقص، مبارزه با شمشیر صورت می‌گرفت با علاقه و مشارکت فعال شرکت کرد. چالش‌هایی که او در دوران ابتدایی و کودکی با او روبرو بوده، نقش مهمی در شکل‌دادن به شخصیت و حرفه سیاسی وی داشته‌است. پس از مدت کوتاهی از بازیگری در خارج از کشور با کمک مادراس کانداسامی مودالیار، به هند بازگشت و دوباره به شرکت پسران پیوست و برای اولین بار شروع به بازی در نقش‌های اصلی کرد.
اولین ازدواج او با چیترکولام بهاراوی، معروف به تنگامانی بود که به دلیل بیماری زود درگذشت. سپس برای بار دوم با ساتیاناوندواتی ازدواج کرد که او نیز پس از ازدواج به دلیل سل درگذشت. در سال ۱۹۶۵، برای بار سوم با وی‌ان جاناکی بازیگر سابق فیلم تامیل ازدواج کرد. جاناکی شوهر خود، گاناپاتی را طلاق داد تا با راماچاندران ازدواج کند

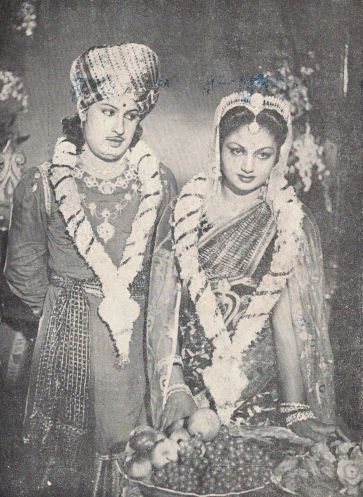
راماچاندران با همسرش جاناکی در فیلم Mohini Film

## بیماری و مرگ

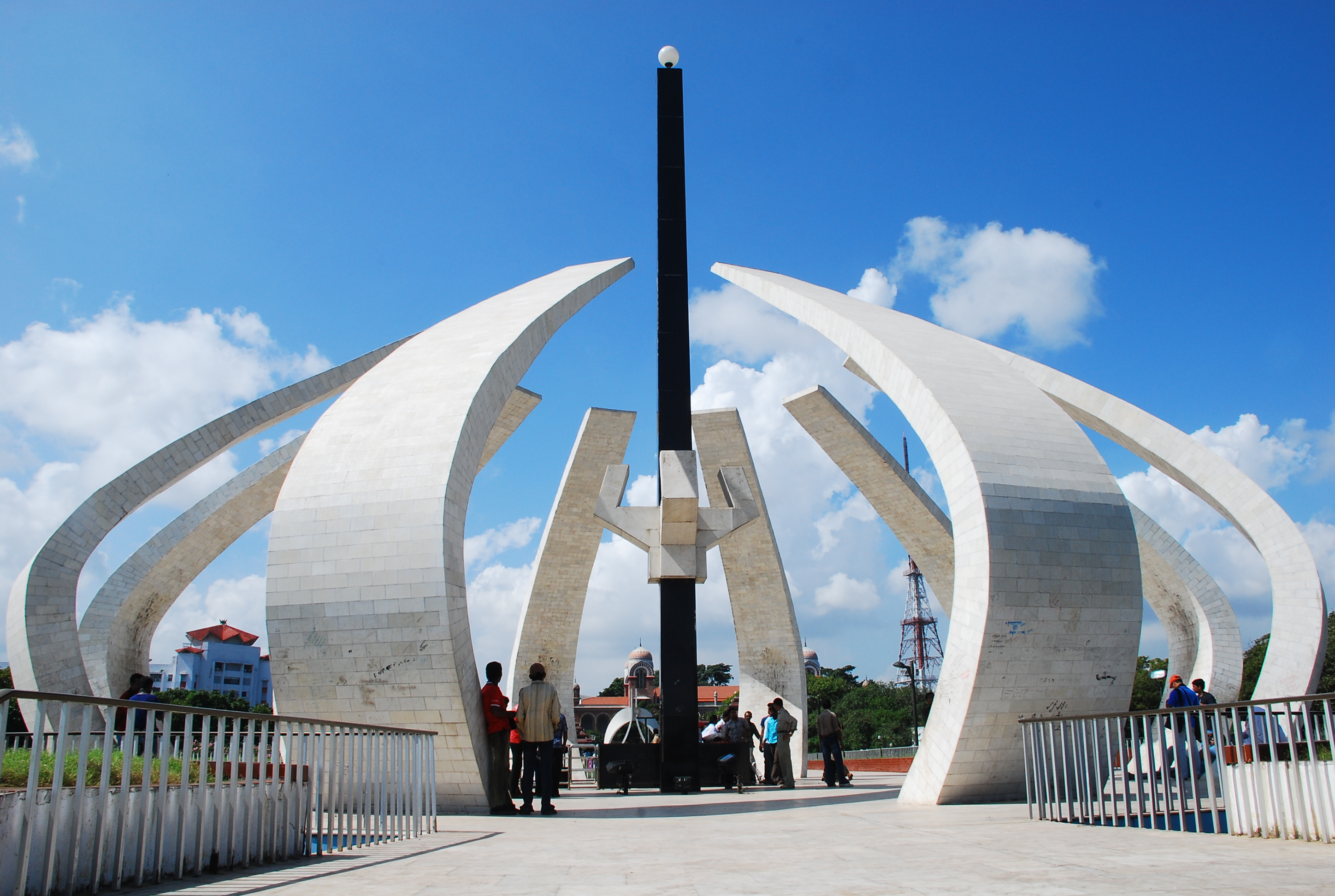
آرامگاه و یادبود MGR در ساحل مارینا، چنای

در اکتبر ۱۹۸۴، MGR در اثر دیابت به نارسایی کلیه مبتلا شد، که به زودی با یک سکته قلبی خفیف و سکته مغزی گسترده همراه شد. وی برای معالجه تحت عمل پیوند کلیه به مرکز پزشکی داون استات در نیویورک، ایالات متحده منتقل شد. علی‌رغم سلامتی نامناسب، وی انتخابات مجلس را که بعداً در همان سال برگزار شد، در حالی که هنوز در بیمارستان بود، با پیروزی از اندیپاتی، پشت سر گذاشت. در طول انتخابات، عکس‌هایی از بهبودی MGR در بیمارستان منتشر شد که موج همدردی در بین مردم ایجاد کرد. MGR در ۴ فوریه ۱۹۸۵ پس از بهبودی خود به چنای بازگشت. وی برای سومین دوره پیاپی در ۱۰ فوریه ۱۹۸۵ به عنوان رئیس وزیر تامیل نادو سوگند یاد کرد.
MGR هرگز به‌طور کامل از مشکلات چندگانه سلامتی خود بهبود نیافت و در ۲۴ دسامبر ۱۹۸۷ در ۳:۳۰ در سن ۷۰ سالگی، درست یک ماه قبل از تولد ۷۱ سالگی بود که درگذشت. مرگ وی خشم و غارت و شورش در سرتاسر ایالت را موجب شد. مغازه‌ها، سینماها، اتوبوس‌ها و سایر دارایی‌های عمومی و خصوصی آسیب رسانده شد. پلیس مجبور به صدور فرمان شلیک شد. مدارس و دانشکده‌ها بلافاصله تعطیلات را اعلام کردند تا وضعیت کنترل شود. خشونت‌ها هنگام خاکسپاری به تنهایی باعث کشته شدن ۲۹ نفر و زخمی شدن ۴۷ پرسنل پلیس شد.
جسد وی در انتهای شمالی ساحل مارینا دفن شده‌است که هم‌اکنون بنام یادبود MGR نامیده می‌شود که در مجاورت یادبود آنا قرار دارد.

## فیلم‌شناسی
فهرست برخی از فیلم‌هایی که ماروتور راماچاندران در آن‌ها به ایفای نقش پرداخته است:
- یک مرد در هزار نفر
- راننده ریکشا
- جهانگرد جوان
- شاهزاده
- دختر وزیر
- بیا، عشق من
- زن برده
- چرا به دنیا آمدم
- کارگر برای کشور
- حرف‌های مادر را رد نکنید
- در دامان مادر
- رهبر
- مزرعه‌دار
- چهره آرزو
- فوریت پلیس ۱۰۰

## به عنوان تهیه‌کننده و کارگردان
- ۱۹۵۸ نادودی ماننان، تهیه‌کننده و کارگردان
- ۱۹۶۹ آدیمای پن، تهیه‌کننده
- ۱۹۷۳ اولاگام سوترم ولیبان، تهیه‌کننده و کارگردان
- ۱۹۷۷ مادورهیائی ملاقات سانداپارادیان، کارگردان